# Stanisław Marcinowicz Czechowicz
Stanisław Marcinowicz Czechowicz herbu Ostoja (zm. po 1605 roku) – marszałek hospodarski w 1588 roku, marszałek ziemi Żmudzkiej w latach 1588-1605, podstarosta żmudzki w latach 1581-1589, sędzia grodzki żmudzki w latach 1579-1580, ciwun Widuklewski w 1578 roku.
W 1589 roku był sygnatariuszem ratyfikacji traktatu bytomsko-będzińskiego na sejmie pacyfikacyjnym.